# Vittorio Bissaro
Vittorio Bissaro (Verona, 1º giugno 1987) è un velista italiano.
Nel 2016 ha partecipato ai Giochi olimpici di Rio de Janeiro nel Nacra 17 misto con Silvia Sicouri durante i quali, dopo essere stato in corsa per una medaglia concluse la competizione al quinto posto a causa di un grave errore tattico non provocato nella finale a punteggio doppio. Dal 2017 al 2023 a sua prodiera è stata Maelle Frascari, con la quale ha riportato la vittoria del Campionato Mondiale nel 2019. Dal 2016 collabora con il progetto Maserati Multi 70 di Giovanni Soldini in qualità di tattico. 
Dal marzo 2022 fa parte del team Luna Rossa Prada Pirelli che parteciperà alla 37esima America's Cup con sede a Barcellona.  
Nel settembre del 2023 abbandona la campagna olimpica per Parigi 2024 per concentrarsi pienamente alla America's Cup 2024 con Luna Rossa Prada Pirelli.   
Rimane uno dei pionieri e più vincenti timonieri di Nacra 17 in Italia e nel mondo rimanendo in vetta alle classifiche mondiali per 12 anni.   
Vittorio si è laureato al Politecnico di Milano nel 2009 in Ingegneria Aerospaziale e nel 2012 ha conseguito la laurea magistrale in Ingegneria Aeronautica. 
Pratica sci alpino e climbing. 
Dal 2019 è Ambassador di Land Rover Italia.
Risultati: 
Nacra 17
CAMPIONATI DEL MONDO
- 2013: 8°
- 2014: 4°
- 2015: 6°
- 2016: 3°
- 2017: 12°
- 2019: 1°

CAMPIONATI EUROPEI
- 2013: 8°
- 2014: 2°
- 2015: 3°
- 2017: 10°
- 2020: 3°

COPPA DEL MONDO
- 2013: 9° Palma de Maiorca
- 2014: 1° Hyères - Miami, 2° Palma de Maiorca, 8° Abu Dhabi
- 2015: 1° Miami, 4° Weymouth, 11° Hyères
- 2016: 2° Hyères, 5° Weymouth, 10° Miami

PREOLIMPICA
- 2014: 2° Copa do Brasil

COPPA EUROPA
- 2013: 3° Malcesine, 10° La Rochelle - Kiel/Schielksee
- 2014: 1° Kiel/Schielksee – Malcesine
- 2015: 1° Malcesine, 6° Palma di Maiorca
- 2016: 5° Palma di Maiorca

CAMPIONATI ITALIANI
- 2013: 1°
- 2015: 1°
- 2016: 2°

Discipline non Olimpiche
CAMPIONATI Internazionali
- 2005 youth (Hobie Cat 16): 5°
- 2009 (Formula 18): 14°
- 2010 jrs (Formula 18): 1°
- 2010 (Formula 18): 16°
- 2011 (Formula 18): 3°
- 2012 (Formula 18): 20°

CAMPIONATI Nazionali
- 2005 youth (Hobie Cat 16): 2°
- 2006 youth (Hobie Cat 16): 2°
- 2006 (Hobie Cat 16): 4°
- 2009 (Formula 18): 1°
- 2010 (Formula 18): 1°
- 2012 (Formula 18): 1°
- 2013 (Formula 18): 1°